# H.H.ドルジェチャン仏第三世
H.H.ドルジェチャン仏第三世（英語: His Holiness Dorje Chang Buddha III、中国語: 第三世多杰羌佛、1955年5月15日 - ）は、仏教の指導者。仏号の正称は頂聖如来ドルジェチャン仏第三世雲高益西諾布 （ディンシォンルーライ - フォーディーサンーシーヨンガオイーシーヌオブー、英語: H.H. Dorje Chang Buddha III Wan Ko Yeshe Norbu Holiest Tathagata、中国語: 頂聖如来第三世多杰羌佛雲高益西諾布）と言い、略してドルジェチャン仏第三世と称する。出生名は義雲高（イーヨンガウ）。アメリカ国籍を持つ中国系アメリカ人。

## 尊称
H.H.はHis Holinessの略称であり、宗教界の最高の指導者、もしくは世界トップクラスの聖人の肩書きとして用いられる。
仏教の諸宗派の法王や攝政王、リンポチェたちの多くが、仏教の制度に基づき、義雲高大師がドルジェチャン仏第三世であると認証及び賛同する公文書を出している。これを受けてアメリカ合衆国下院では、義雲高がドルジェチャン仏であり、仏教のリーダーであると決議したほか、正式にH.H.を尊称として前につけ、H.H.ドルジェチャン仏第三世と呼称する、と決議している。下院の第1423号決議案（2008年9月10日）、第440号決議案（2011年10月4日）、上院の第505号決議案（2012年6月26日）、第614号決議（2012年12月12日）を参照のこと。
認証以前は、仰諤益西諾布（ヤンオイーシーヌォブー）大法王という名称を使用していた。

## 来歴
1955年生まれ、中華人民共和国の四川省大邑県出身。2011年6月14日にワールドピースプライズのトップホーノー賞（World Peace Prize - Top Honor Prize）を授与された。1989年にこの賞が設けられて以降、仏教の指導者に初めて授与された。

## 説法法音
H.H.ドルジェチャン佛第三世が弟子に向けた説法を録音した法音は、二千巻にのぼる。その内容は、佛教の経典・律・論の三蔵および十部密典の神髄を含む。主な説法として以下のものがある。
- 《台灣行》シリーズ
- 《美國行》シリーズ
- 《東行說法》シリーズ
- 《在東方的基礎開示》シリーズ
- 《在美國開示的法音》シリーズ
- 《第三世多杰羌佛開示弟子提問》シリーズ
- 《第三世多杰羌佛秘錄功課彙報》シリーズ
- 《南無第三世多杰羌佛正法鑒邪僧》シリーズ
- 《銀盒法音》シリーズ
- 《第三世多杰羌佛個別說法》シリーズ

また、内容を文字化し、文書として刊行した法音は、下記の通り：
- - 《第三世多杰羌佛淺釋邪惡見和錯誤知見》[18]
  - 《禪修大法》（The Great Dharma of Zen Practice）[19]
  - 《新年說法：我身口意都符合真修行嗎？能成就解脫還是遭惡業苦果？》[books 1]
  - 《聖者不是自己和弟子說了算的，符合考核印證，不是聖者也是聖者；空洞佛學理論與真正的佛法是不同的領域》[books 2]
  - 《這才是確保佛教徒成就的真正的無敵金剛法》[books 3]

## 著作
- 1982年 《僧俗辯語》(僧俗辯語)[20]
- 1992年 《般若波羅蜜多心経教本》(般若波羅密多心經講義)[books 4]
- 2000年 改正《達磨祖師論》(正《達摩祖師論》)[books 5]
- 2001年 《佛法精髓》(佛法精髓)[books 6]
- 2002年 《世法哲言》(世法哲言)[books 7]
- 2003年 《韻雕》(韻雕)[books 8]
- 2004年 《Collected Paintings of Master Wan Ko Yee》
- 2005年 《The Zenith of Color》[books 9]
- 2007年 《ドルジェチャン佛第三世が説く了義経》(第三世多杰羌佛說了義經)[books 10]
- 2007年 《ドルジェチャン佛第三世が説く修行とは何か？》(第三世多杰羌佛說什麼叫修行)（WHAT IS CULTIVATION？）[books 11]
- 2007年 《梅花、書法、詩詞歌賦集》(梅花、書法、詩詞歌賦集)[books 12]
- 2010年 《極聖解脱大手印》(極聖解脫大手印)[books 13]
- 2014年 《藉心経説真諦》(藉心經說真諦)[books 14]
- 2016年 《学佛》(學佛)（Learning From Buddha）[books 15]

## リンク
- ドルジェチャン仏第三世オフィスのオフィシャルサイト
- ドルジェチャン仏第三世オフィス (hhdcb3office) - Facebook
- H.H. DORJE CHANG BUDDHA III CULTURAL AND ART MUSEUMオフィシャルサイト
- H.H. ドルジェチャン仏第三世のため、アメリカ国旗が掲揚ー台湾新聞
- 世界仏教教皇H.H.ドルジェチャン仏第三世　片手で437.2ポンドの金剛杵を持ち上げるー台湾新聞